# (11548) Jerrylewis
(11548) Jerrylewis est un astéroïde de la ceinture principale.

## Description
(11548) Jerrylewis est un astéroïde de la ceinture principale. Il fut découvert le 25 novembre 1992 à l'Observatoire Palomar par Carolyn S. Shoemaker et David H. Levy. Il présente une orbite caractérisée par un demi-grand axe de 2,46 UA, une excentricité de 0,23 et une inclinaison de 24,4° par rapport à l'écliptique.

## Compléments